# Episodi di Kung Fu Panda - Le zampe del destino (prima stagione)
La prima stagione della serie animata Kung Fu Panda - Le zampe del destino è stata pubblicata per la prima volta a livello mondiale sulla piattaforma Prime Video il 16 novembre 2018.
| Nº | Titolo originale                       | Titolo italiano                        | Pubblicazione USA | Pubblicazione Italia |
| -- | -------------------------------------- | -------------------------------------- | ----------------- | -------------------- |
| 1  | Enter the Dragon Master                | Il maestro dei draghi                  | 16 novembre 2018  | 16 novembre 2018     |
| 2  | Blue Dragon Plays with Fire            | Il Drago Blu gioca con il fuoco        | 16 novembre 2018  | 16 novembre 2018     |
| 3  | Blade of the Red Phoenix               | La lama della Fenice Rossa             | 16 novembre 2018  | 16 novembre 2018     |
| 4  | The Intruder Flies a Crooked Path      | L'intruso vola sul sentiero storto     | 16 novembre 2018  | 16 novembre 2018     |
| 5  | A Fistful of Herbs                     | Per un pugno di erbe                   | 16 novembre 2018  | 16 novembre 2018     |
| 6  | Poison in the Pit of the Plum          | Il veleno nella fossa delle prugne     | 16 novembre 2018  | 16 novembre 2018     |
| 7  | Big Trouble in Panda Village           | Grande guaio al villaggio dei panda    | 16 novembre 2018  | 16 novembre 2018     |
| 8  | Secrets Lost to Shadow                 | I segreti persi nell'oscurità          | 16 novembre 2018  | 16 novembre 2018     |
| 9  | Out of the Cave and Onto Thin Ice      | Fuga dalla caverna verso il ghiaccio   | 16 novembre 2018  | 16 novembre 2018     |
| 10 | Return of the Four Constellations      | Il ritorno delle Quattro Costellazioni | 16 novembre 2018  | 16 novembre 2018     |
| 11 | Unholy Dragon Returns to the Mountains | Il ritorno nei monti dell'empio drago  | 16 novembre 2018  | 16 novembre 2018     |
| 12 | Sacrifice at the Edge of Time          | Il sacrificio ai margini del tempo     | 16 novembre 2018  | 16 novembre 2018     |
| 13 | End of the Dragon Master               | Addio, maestro dei draghi              | 16 novembre 2018  | 16 novembre 2018     |